# Scytalidium indonesiacum
Scytalidium indonesiacum är en svampart som beskrevs av Hedger, Samson & Basuki 1982. Scytalidium indonesiacum ingår i släktet Scytalidium, ordningen disksvampar, klassen Leotiomycetes, divisionen sporsäcksvampar och riket svampar.   Inga underarter finns listade i Catalogue of Life.